# 国鉄タキ18000形貨車
国鉄タキ18000形貨車（こくてつタキ18000がたかしゃ）は、かつて日本国有鉄道（国鉄）及び1987年（昭和62年）4月の国鉄分割民営化後は日本貨物鉄道（JR貨物）に在籍した私有貨車（タンク車）である。

## 概要
本形式は、白土液専用の39t 積タンク車として1969年（昭和44年）12月10日に5両（コタキ18000 - コタキ18004）、1970年（昭和45年）7月25日に10両（コタキ18005 - コタキ18014）の合計15両が、富士重工業1社のみで製作された。
記号番号表記は特殊標記符号「コ」（全長 12 m 以下）を前置し「コタキ」と標記する。
白土液を専用種別とする形式には、本形式の他には例がなく唯一の存在であった。
所有者は、王子製紙でありその常備駅は中央本線の春日井駅であった。
35系に属する耐候性高張力鋼製のタンク体内面にエポキシ樹脂塗装を施した上で使用された。
荷役方式はタンク上部にあるマンホールからの上入れ、液出管からの下出し式である。
車体色は黒色、寸法関係は全長は10,800mm、全幅は2,538mm、全高は3,628mm、台車中心間距離は7,000mm、実容積は27.8m3、自重は14.1t、換算両数は積車5.5、空車1.4であり、台車はベッテンドルフ式のTR41Cである。
1987年（昭和62年）4月の国鉄分割民営化時には全車がJR貨物に継承されたが、同年4月27日に全車一斉に廃車となり同時に形式消滅となった。